# Powiat rówieński
Powiat rówieński – dawny powiat w południowo-zachodniej części guberni wołyńskiej Imperium Rosyjskiego, później pod Zarządem Cywilnym Ziem Wschodnich w Okręgu Wołyńskim, od 17 stycznia 1920 r. pod Zarządem Cywilnym Ziem Wołynia i Frontu Podolskiego. 1 czerwca 1920 r. przekazany Rządowi Rzeczypospolitej Polskiej, 19 lutego 1921 r. wszedł w skład nowo utworzonego województwa wołyńskiego II Rzeczypospolitej. Jego siedzibą było miasto Równe. 1 stycznia 1925 r. z części gmin powiatu utworzono powiat kostopolski. W skład powiatu wchodziło 9 gmin wiejskich, 2 miejskie, 306 gromad wiejskich (sołectw) i 2 miasta.

## Dane
Powiat rówieński zajmował środkowo-wschodnią część województwa wołyńskiego i graniczył: od zachodu z powiatami dubieńskim i łuckim, od północy z powiatem kostopolskim, od wschodu wzdłuż granicy z ZSRR, zaś od południa graniczył z powiatem zdołbunowskim.
Powierzchnia powiatu wynosiła 2.898 km², a ludność 252,8 tys. osób (według spisu z 1931 r.), a więc dawała stosunkowo duży wskaźnik gęstości zamieszkania, bo 87 osób na 1 km².
Powiat w większości zamieszkiwała ludność ukraińska licząca 160,6 tys. osób (63,5%). Drugą narodowością pod względem liczebności byli tam Polacy w liczbie 37,0 tys. osób (14.6%). Reszta to głównie Żydzi oraz Niemcy i Czesi.
Według drugiego powszechnego spisu ludności z 1931 roku powiat liczył 252 787 mieszkańców, 36 444 było rzymskokatolickiego wyznania, 501 – unickiego, 166 469 – prawosławnego wyznania, 6 109 – augsburskiego, 650 – reformowanego, 63 – unijne ewangelickie, 930 osób podało wyznanie ewangelickie bez bliższego określenia, 3 686 – inne chrześcijańskie, 37 713 – mojżeszowe, 34 – inne niechrześcijańskie, 166 osób nie podało przynależności konfesyjnej.

## Gminy
- gmina Aleksandria (ukr. Олександрія)
- gmina Bereźne (miejska) (do 1924)[6]
- gmina Bereźne (do 1924)[6]
- gmina Buhryń
- gmina Derażne (do 1924)[6]
- gmina Dziatkiewicze (lub Diatkowicze) (ukr. Дядьковичі)
- gmina Hoszcza
- gmina Klewań
- gmina Korzec (miejska)
- gmina Korzec (siedziba: Nowy Korzec)
- gmina Kostopol (miejska) (do 1924)[6]
- gmina Kostopol (do 1924)[6]
- gmina Ludwipol (do 1924)[6]
- gmina Majków (1925-33)[7]
- gmina Międzyrzec
- gmina Równe (miejska)
- gmina Równe
- gmina Stepań (do 1924)[6]
- gmina Stydyń (do 1924)[6]
- gmina Tuczyn
- gmina Zdołbica (do 1924)[8]
- gmina Zdołbunów (miejska) (do 1924)[8]

## Miasta
- Bereźne (do 1925)[6]
- Korzec
- Kostopol (do 1925)[6]
- Równe
- Zdołbunów (do 1925)[8]

## Starostowie
- Bronisław Henszel (1920-)[9]
- Radosław Spława-Neyman (-1923)[10]
- Stanisław Robert Bogusławski[11]
- Bazyli Rogowski (-1938)[12]
- Hipolit Niepokulczycki (1939)